# 秋保の田植踊

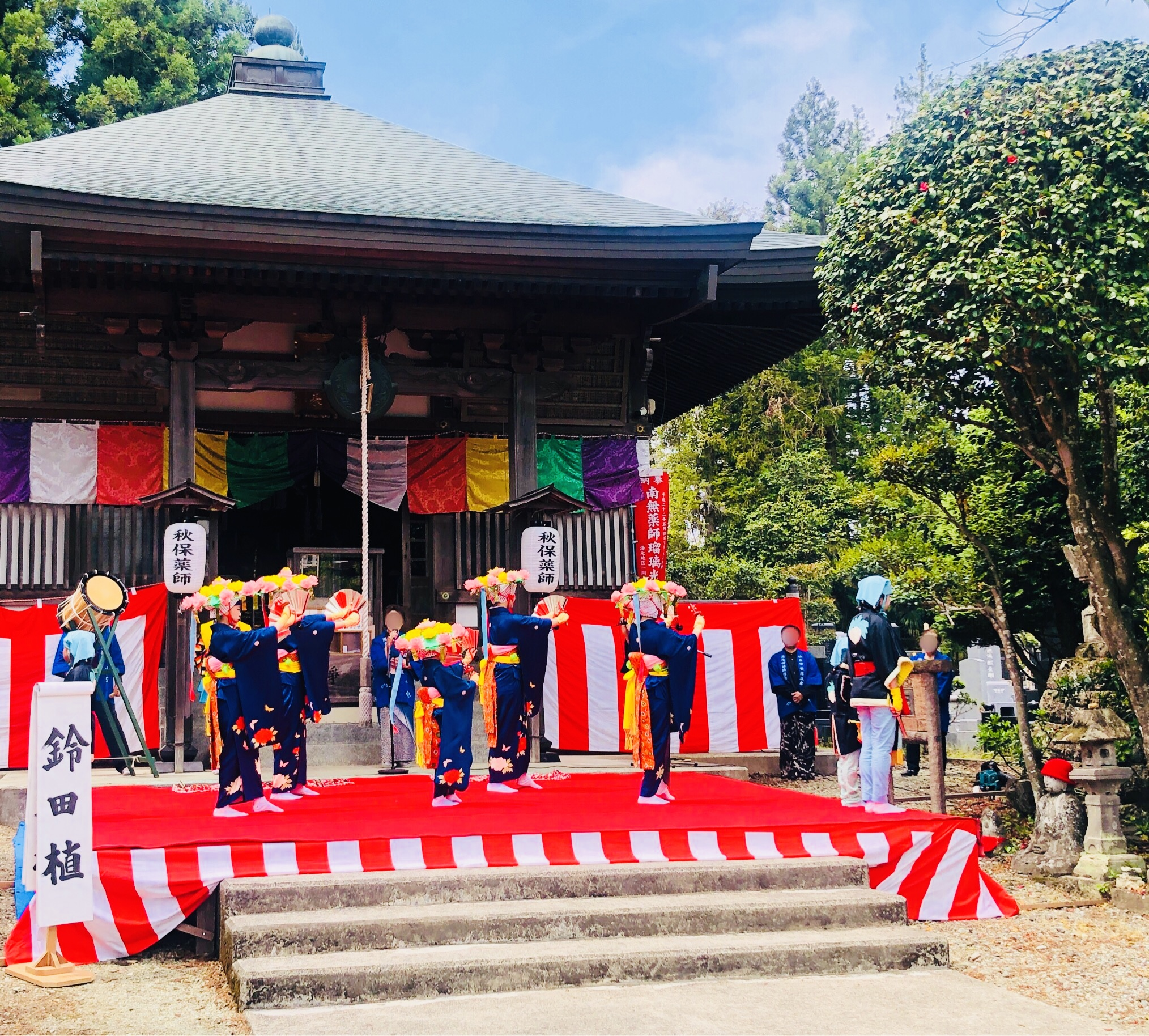
秋保の田植踊

秋保の田植踊（あきうのたうえおどり）は、宮城県仙台市太白区秋保町に伝わる民俗芸能の田植踊。

## 概要
仙台城の城下町周辺の農村集落のほとんどには五穀豊穣を願う田植踊の組があり、集落を相互訪問して踊り合ったり、仙台城下に繰り出して大勢で踊ったりして、農繁期前の（旧暦）小正月前後には毎日のように踊りに明け暮れていたとされる。
仙台市内における田植踊の系統としては、旧泉市（現泉区）と旧宮城町（現青葉区西部）に伝わる「奴田植」（やっこ）系、および、旧秋保町（現太白区西部）を中心とする「弥十郎田植」（やんじゅうろう）系がある。弥十郎系は、旧秋保町の湯元、長袋、馬場、新川（1955年に宮城村（当時）に編入。北緯38度17分56秒 東経140度39分17.8秒）、境野、石神、国久、並木、野中、賀沢などで踊られていたが、戦後に多くは廃れ、現在でも盛んに踊られているのは旧秋保町の湯元・長袋・馬場、および旧宮城町新川の4つの組のみである。
これら4つのうち、旧秋保町から分離された新川の組を除く3団体が、一括して1976年（昭和51年）5月4日に重要無形民俗文化財に指定され、2009年（平成21年）9月30日にユネスコ (UNESCO) の無形文化遺産に登録された。
いずれの田植踊も、小中学生の女子が扮する「早乙女」（8人から14人）の「田植振り」、2人の男子が扮する「弥十郎」、一段年下の男子2人が扮する「鈴振り」が連携して踊る。そのほかに笛・太鼓の担当もいる。
集落の人々の職業が第一次産業から第二次産業・第三次産業へと変化し、農業との関連が希薄になったこともあり、農繁期前の小正月に踊られることはまれになった。現在は、子供や集落の大人たちが集まり易いゴールデンウィークに集落内の寺社で踊られるのが恒例になっており、そのほかには秋保神社の祭礼や仙台市都心部での仙台・青葉まつりなどで披露されている。
2023年（令和5年）にG7科学技術大臣会合が秋保温泉で行われた際にも披露された。

## 恒例の披露日・場所
| 伝承地区 | 披露場所               | 位置                                   | 披露日       |
| -------- | ---------------------- | -------------------------------------- | ------------ |
| 長袋     | 長袋神明社             | 北緯38度15分25.4秒 東経140度40分38.3秒 | 4月第3日曜日 |
| 馬場     | 西光寺・秋保大滝不動尊 | 北緯38度16分26.6秒 東経140度36分13.8秒 | 4月29日      |
| 湯元     | 泉明寺・湯元薬師堂     | 北緯38度13分35.9秒 東経140度43分9.5秒  | 5月5日       |